# Acka (Niger)
Acka (auch: Aka, Akka) ist ein Dorf in der Landgemeinde Bader Goula in Niger.

## Geographie
Das von einem traditionellen Ortsvorsteher (chef traditionnel) geleitete Dorf befindet sich rund 23 Kilometer nordöstlich des Hauptorts Goula der Landgemeinde Bader Goula, die zum Departement Dakoro in der Region Maradi gehört. Zu den Siedlungen in der näheren Umgebung von Acka zählen Gadabédji im Nordwesten, Koudou Saley im Südosten, Bader Tanko im Südwesten und Oly im Westen.
Es herrscht das Klima der Sahelzone vor, mit einer durchschnittlichen jährlichen Niederschlagsmenge zwischen 300 und 400 mm.

## Bevölkerung
Bei der Volkszählung 2012 hatte Acka 1266 Einwohner, die in 168 Haushalten lebten. Bei der Volkszählung 2001 betrug die Einwohnerzahl 948 in 128 Haushalten und bei der Volkszählung 1988 belief sich die Einwohnerzahl auf 483 in 56 Haushalten.
Die Bevölkerungsdichte in diesem Gebiet ist mit 10 bis 20 Einwohnern je Quadratkilometer relativ gering. In ethnischer Hinsicht leben Hausa im Dorf.

## Wirtschaft und Infrastruktur
Acka liegt in einem Gebiet des Übergangs zwischen der Naturweidewirtschaft des Nordens und des Ackerbaus des Südens, was zu Landnutzungskonflikten führt. Im Dorf wird ein Wochenmarkt abgehalten. Der Markttag ist Donnerstag. Der Markt wurde nach 1960, dem Jahr der staatlichen Unabhängigkeit Nigers, etabliert. Es gibt eine Schule.